# Oryx Quest
Oryx Quest (im Vorbereitungsstadium zunächst Oryx Cup) war eine Segelregatta, die im Jahr 2005 auf Yachten der G-Class – unbegrenzt großen Mehrrumpfbooten, d. h. Maxi-Katamaranen und -Trimaranen – einmal nonstop um die Welt führte. Sie war die erste Weltumsegelungsregatta, deren Start und Ziel im Nahen Osten – nämlich in Doha, Katar – lag.
Von den vier teilnehmenden Booten schieden zwei aufgrund von Materialschäden aus; da das eine der beiden verbleibenden Boote deutlich langsamer als die Konkurrenz war, war ab diesem Augenblick – noch genau einen Monat vor Zieleinfahrt des Siegers – der Regattaausgang weitgehend entschieden.
Teilnehmenden Booten wurden nach Angaben des Veranstalters jeweils 1 Million US-Dollar Startgeld gezahlt. Das ausgeschriebene Preisgeld in Höhe von insgesamt ebenfalls 1 Million Dollar war das bis dahin höchste in der Geschichte des Segelsports. Außerdem wurde ein Preisgeld für ein Boot ausgesetzt, das die Rekordzeit der Trophée Jules Verne (einer Weltumsegelung von Frankreich/England aus) unterböte, auch wenn die Strecke (und damit die vorherrschenden Winde) sich deutlich unterschied und insbesondere mit 21.000 Seemeilen kürzer war als für die Trophée Jules Verne.
Infolge der Regatta kam es zu juristischen Auseinandersetzungen zwischen der britischen Seglerin Tracy Edwards bzw. dem von ihr geleiteten Veranstalter und den Sponsoren aus Katar, die laut englischen Angaben Beträge in Millionenhöhe – einschließlich von Preisgeldern in Höhe von 850.000 US-Dollar – nicht ausgezahlt haben sollen. Von anderer Seite wurde diese Darstellung bezweifelt. Edwards und der Veranstalter mussten infolge der Regatta Konkurs anmelden. Außerdem wurde Edwards von einem der Veranstalter der Weltumsegelungsregatta The Race Ideendiebstahl vorgeworfen.

## Ablauf der Regatta

### Route, Preisgelder und weitere Regattabedingungen
Start der Regatta war am 5. Februar 2005 in Doha, danach führte die Route durch den persischen Golf über den Indischen Ozean nach Süden, dann wurden Kap Leeuwin und Kap Hoorn gerundet. Nach einem Abstecher um die vor Uruguay gelegene Isla de Lobos (damit die Boote nicht zu sehr in den gefährlicheren südlichen Gewässern segelten und zudem Filmmaterial für die Vermarktung der Regatta leichter an Land übertragen werden konnte) ging es um das Kap der Guten Hoffnung und Mauritius herum zurück nach Katar.
Laut Edwards wurde teilnehmenden Booten jeweils eine Million US-Dollar Startgeld gezahlt. Als eins der angemeldeten Boote kurzfristig absagte, wurden Steve Fossett für die Teilnahme seines Maxi-Katamarans Cheyenne sogar 2 Mio. Dollar gezahlt. An anderer Stelle ließ Edwards allerdings einen Hinweis auf Teilnahmegebühren fallen.
Außerdem winkte eine weitere Million US-Dollar an Preisgeldern, davon 500.000 US-Dollar für den Erstplatzierten (nach einigen früheren Angaben sogar eine Million), 300.000 Dollar (oder 350.000) für den Zweitplatzierten und 200.000 Dollar für den Drittplatzierten. Vor dem Hintergrund der finanziellen Probleme der Regatta (siehe unten) wurde bei der Preisverleihung jedoch kein Geld ausgezahlt, und es ist unklar, ob die Gelder zu einem späteren Zeitpunkt ausgezahlt wurden (Stand September 2005).
Nach Veranstalterangaben soll die Regatta Katar in seinen wichtigsten Märkten 46 Mio. Dollar an „PR“ (public relations, d. h. Öffentlichkeitsarbeit) in die Kassen gespült haben; eine Bestätigung dieser Zahl von Seiten Katars ist nicht bekannt.

### Boote und Ergebnisse
Die verwendeten Yachten unterlagen keinen baulichen Beschränkungen, woraufhin die teilnehmenden zu den größten und zeitweilig schnellsten Mehrrumpfbooten weltweit gehörten. Nachdem sich zeitweilig mindestens sechs Boote angemeldet hatten, traten vier tatsächlich zur Regatta an:
- Doha 2006 (ex-Club Med, ex-Maiden II): Gewinner der Maxi-Regatta The Race 2000; wiederholter Rekordhalter über die längste in 24 Stunden versegelte Strecke (Etmal), 2000 bis 2002
- Daedalus (ex-Formule Tag, ex-Enza New Zealand etc.): Trophée Jules Verne 1994, allerdings keine bedeutenden Rekorde oder Siege nach 2000; das Boot galt mittlerweile als veraltet.[14]
- Cheyenne (ex-Playstation): Rekord für die schnellste Nordatlantiküberquerung unter Segeln 2001, Rekord für die schnellste Weltumsegelung 2004
- Geronimo (einziger Trimaran im Teilnehmerfeld): Trophée Jules Verne 2004

Ergebnisse:
| Platzierung | Bootsname | Typ       | Nationalität | Skipper              | Zeit                        | Bemerkungen                                         |
| ----------- | --------- | --------- | ------------ | -------------------- | --------------------------- | --------------------------------------------------- |
| 1           | Doha 2006 | Katamaran | GBR          | Brian Thompson       | 62 Tage 21 Std 1 Min 22 Sek |                                                     |
| 2           | Daedalus  | Katamaran | GBR          | Tony Bullimore       | 75 Tage 0 Std 20 Min 48 Sek |                                                     |
| 3           | Cheyenne  | Katamaran | USA          | David Scully         | DNF                         | aufgegeben wegen Kollision mit Treibgut am 2. März* |
| 4           | Geronimo  | Trimaran  | FRA          | Olivier de Kersauson | DNF                         | aufgegeben wegen Mastbruchs am 9. März*             |

* Vor ihrem jeweiligen Ausscheiden hatte Geronimo mit Doha 2006 um die Führung gekämpft; Cheyenne hatte auf Platz 3 bzw. nach Aufgabe von Geronimo auf Platz 2 gelegen.

## Veranstalter: Finanzielle und juristische Probleme
Initiiert wurde Oryx Quest von Tracy Edwards, die als englische Hochseeregattaseglerin unter anderem den Maxi-Katamaran Maiden II (das spätere Siegerboot beim Oryx Quest) skipperte. Die Organisation übernahm die Gesellschaft Quest International Sports Events (kurz QISE; bis 2004: Maiden Events Ltd), die Edwards leitete und an der ihr ein Drittel gehörte.
Rechtsstreite begleiteten bzw. folgten Oryx Quest, weil es einerseits zu Problemen mit der Finanzierung kam und andererseits der Urheberin der Regatta von einem anderen Regattaveranstalter Ideendiebstahl vorgeworfen wurde.

### Finanzielles Vor- und Nachspiel der Regatta

#### Finanzierungsprobleme
Problematisch war offenbar die Finanzierung der Regatta. Ein Großsponsor der Regatta war die HSBC-Bank, während die Suche weiterer Sponsoren mindestens bis Juli 2004 (7 Monate vor Regattabeginn) und möglicherweise auch weiterhin erfolglos blieb. Zwar sollte die Regatta gemäß der Ankündigung des Veranstalters zu einem erheblichen Anteil im Rahmen eines großen Sponsoren-Vertrags mit Katar finanziert werden: Partner in Katar war die Organisation Qatar Sports International (QSI), die vom Kronprinzen Scheich Tamim bin Hamad Al Thani gegründet worden war; QSI soll vertraglich zugesichert haben, über vier Jahre ca. 38 Mio. Pfund (ca. 55 Mio. Euro oder 66,4 Mio. Dollar) für Segelaktivitäten in Katar zur Verfügung zu stellen, wovon unter anderem die Oryx Quest bezahlt werden sollte. Laut Angaben von Edwards und einigen westlichen Medien wurden jedoch einige der vor oder während der Regatta zu zahlenden Gelder nicht oder nicht in der vereinbarten Höhe zur Verfügung gestellt. Zum Teil war von ca. 6 Mio. Pfund (ca. 10,5 Mio. Dollar) die Rede, die nicht wie vereinbart gezahlt worden seien, worauf Edwards bzw. ihre Gesellschaft letztlich auf ca. 2,6 Mio. Pfund (ca. 4,5 Mio. Dollar) Schulden sitzen geblieben seien. Qatar Sports International wurde Ende 2005 aufgelöst.
Nach Angaben der britischen Zeitung The Daily Telegraph hingegen verlangte Edwards von QSI die Zahlung von 1,7 Mio. Pfund, obwohl mit QSI nie ein schriftlicher Vertrag ausgefertigt worden sei. Unklar ist allerdings auch das finanzielle Management von Quest, insofern der Finanzmanager (und Eigentümer eines weiteren Drittels) der Gesellschaft kurz nach seiner Entlassung ein unabhängiges Audit forderte.
Edwards war von den Finanzierungsproblemen auch persönlich betroffen, da sie für die Regatta auch auf ihren eigenen Namen Kredite in Höhe von 14,5 Mio. Dollar aufgenommen hatte; nach anderen Angaben hatte sie in Höhe von 5,4 Mio. Euro gebürgt. Dazu kamen anscheinend bereits vorher bestehende persönliche Schulden: Die Britin soll schon vor der Regatta – insbesondere durch den Kauf des Maxi-Katamarans Maiden II für mindestens 1,1 Mio. Pfund (über 1,9 Mio. Dollar) oder sogar 2,2 Mio. Dollar – hochverschuldet gewesen sein und der Besatzung ihres Katamarans bis zu zwei Jahre lang kein Gehalt gezahlt haben. Nach anderen Zeitungen hatte Edwards schon vor Regattabeginn 6,3 Mio. Pfund (ca. 11 Mio. Dollar) Schulden aus Bootskauf, Besatzungsgehältern und Marketing-Kampagnen gehabt und war wiederholt wegen Teilschulden in bis zu sechsstelliger Höhe verklagt worden Edwards konnte zwar gegen Ende September 2004 ihren Maxi-Katamaran, dessen Regattateilnahme eigentlich in Edwards’ Eigentum geplant war, an einen anderen Interessenten verkaufen, für den das Boot schließlich als Doha 2006 das Oryx Quest segeln und gewinnen würde. Einen wenige Wochen vor Regattabeginn aufgenommenen Kredit über 6,5 Mio. US-Dollar habe sie zur Hälfte zur Rückzahlung ihrer bereits vorbestehenden Schulden gegenüber 72 unterschiedlichen Gläubigern eingesetzt. (Edwards verwehrte sich später nach entsprechenden Vorwürfen dagegen, Gelder für die Zwecke zweckentfremdet zu haben.)

#### Folgen
Sowohl Quest wie auch Edwards mussten im Verlauf des Jahres 2005 – d. h. nach Ende der Regatta – Insolvenz anmelden. Ein Vermieter von Büroräumen in Katar erwirkte gegen Edwards aufgrund ausstehender Schulden eine gerichtliche Verfügung, der zufolge die Britin nach einem geplanten Kurzbesuch im Juli das Land nicht mehr verlassen durfte; erst nach vier Wochen wurde ihr ein Ausreisevisum erteilt.
In der sich anschließenden gerichtlichen Auseinandersetzung sprach ein Zivilgericht in Katar Edwards Anfang April 2006 von (persönlicher) finanzieller Verantwortung frei. Damit stand es der Britin frei, die Regierung von Katar vor dem Internationalen Gerichtshof in Den Haag für Schadenersatz von Edwards erlittenem immateriellen Schaden zu verklagen. Spiegel Online benutzte Edwards später gar als Beispiel für „ruppige Geschäftsmethoden“ in Katar und westliche Geschäftsleute, deren Verträge im Emirat nicht eingehalten würden.
Eine weitere, für 2006 geplante Regatta, die laut Edwards Gesellschaft ebenfalls im Rahmen des 38-Mio.-Pfund-Abkommens mit Katar ausgerichtet werden sollte, wurde nicht mehr durchgeführt. Die Regatta, die als Qatar Sports Global Challenge wie auch als Quest Qatar angekündigt worden war, hatte Mehr- und Einrumpfboote von über 100 bzw. 110 Fuß (ca. 30,5 bzw. 33,5 Meter) um die Welt führen sollen, mit Etappen in England, in amerikanischen und in asiatischen Häfen. Die teilnehmenden Boote hätten im Rahmen einer „Sues-Parade“ von Großbritannien nach Katar segeln sollen. Ursprünglich hatte das Abkommen auch noch eine Sponsorenschaft enthalten, mit dem Edwards’ auf ihrem Maxi-Katamaran Maiden II im Winter 2003/2004 den Rekord der Trophée Jules Verne hätte angreifen sollen.

### Vorwurf des „Ideendiebstahls“
Abgesehen von den finanziellen Angelegenheiten machte die Regatta auch Schlagzeilen, weil Bruno Peyron, der Vater der Maxi-Nonstop-Weltumsegelungs-Regatta The Race, Edwards vorwarf, Ideen für die Regatta „gestohlen“ zu haben. Nach Peyrons Angaben hatte die Engländerin zwei Jahre lang bei den Vorbereitungstreffen für The Race 2004 mitgetagt. Die Regatta musste schließlich, nach unterschiedlichen Angaben aufgrund von Absagen angemeldeter Teilnehmer (laut Peyron: einschließlich Edwards) oder von Problemen bei der Sponsorensuche, abgesagt werden. Wenige Tage nachdem Peyron das Aus für The Race öffentlich gemacht hatte, trat Edwards überraschend mit der Mitteilung an die Medien, dass sie zwei Weltumsegelungs-Regatten für Maxi-Yachten – die nonstop-Regatta Oryx Quest (damals noch als „Oryx Cup“ angekündigt) und die Etappen-Regatta Qatar Sports Global Challenge – organisieren werde, für deren Finanzierung sie Verträge mit Katar abgeschlossen habe.
Peyron warf Edwards vor, die beiden Regatten seien Kopien von The Race und (der bisher nie durchgeführten Regatta) The Race Tour, und sprach in harten Worten von „Diebstahl“ und „Piraterie“. Er verklagte daraufhin Edwards in Frankreich, die ihrerseits mit einer Gegenklage reagierte.